# Zhang Jun (Badminton)

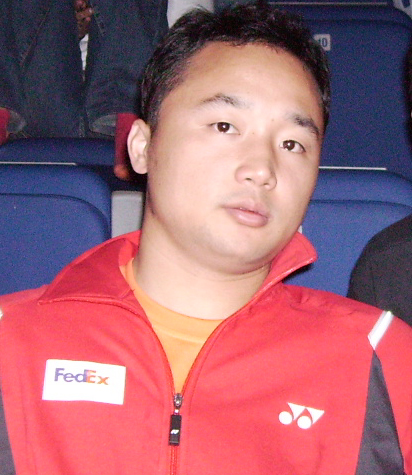
Zhang Jun (2006)

Zhang Jun (chinesisch 张 军, Pinyin Zhāng Jūn; * 26. November 1977 in Suzhou) ist ein ehemaliger Badmintonspieler aus der Volksrepublik China und Olympiasieger.

## Karriere
Zhang Jun nahm am Mixed-Wettbewerb der Olympischen Spiele 2000 und 2004 mit seiner Partnerin Gao Ling teil. 2004 hatten sie ein Freilos in der ersten Runde und schlugen in der zweiten Runde Tsai Chia-hsin und Cheng Wen-hsing aus der Republik China (Taiwan). Im Viertelfinale bezwangen Gao und Zhang Fredrik Bergström und Johanna Persson aus Schweden mit 15:3, 15:1, um ins Halbfinale vorzudringen. Dort schlugen sie Jens Eriksen und Mette Schjoldager aus Dänemark mit 15:9, 15:5. Im Finale gewannen sie gegen das britische Paar Nathan Robertson und Gail Emms mit 15:1, 12:15, 15:12, um die Goldmedaille zu gewinnen.

## Sportliche Erfolge
| Saison    | Veranstaltung      | Disziplin    | Platz | Name                     |
| --------- | ------------------ | ------------ | ----- | ------------------------ |
| 1996      | Ten Days of Dawn   | Herrendoppel | 1     | Wu Changqing / Zhang Jun |
| 1997      | Asienmeisterschaft | Mixed        | 1     | Zhang Jun / Liu Lu       |
| 1997      | China Open         | Herrendoppel | 3     | Yang Ming / Zhang Jun    |
| 1998      | Asienmeisterschaft | Mixed        | 5     | Zhang Jun / Gong Ruina   |
| 1998      | Swiss Open         | Herrendoppel | 1     | Zhang Wei / Zhang Jun    |
| 1998      | Asienmeisterschaft | Herrendoppel | 2     | Zhang Wei / Zhang Jun    |
| 1998      | Asienspiele        | Mixed        | 3     | Zhang Jun / Qin Yiyuan   |
| 1998      | Swedish Open       | Herrendoppel | 2     | Yang Ming / Zhang Jun    |
| 1999      | Japan Open         | Mixed        | 3     | Zhang Jun / Yang Wei     |
| 1999      | Thailand Open      | Mixed        | 3     | Zhang Jun / Gao Ling     |
| 1999      | China Open         | Mixed        | 2     | Gao Ling / Zhang Jun     |
| 1999      | Thailand Open      | Herrendoppel | 5     | Zhang Jun / Zhang Wei    |
| 1999      | Asienmeisterschaft | Herrendoppel | 2     | Zhang Wei / Zhang Jun    |
| 1999      | Weltmeisterschaft  | Herrendoppel | 3     | Zhang Wie / Zhang Jun    |
| 1999      | Weltmeisterschaft  | Mixed        | 17    | Zhang Jun / Gao Ling     |
| 1999      | Japan Open         | Herrendoppel | 5     | Zhang Jun / Zhang Wei    |
| 1999/2000 | Denmark Open       | Mixed        | 2     | Gao Ling / Zhang Jun     |
| 2000      | Thailand Open      | Herrendoppel | 1     | Zhang Jun / Zhang Wei    |
| 2000      | All England        | Herrendoppel | 5     | Zhang Jun / Zhang Wei    |
| 2000      | Japan Open         | Mixed        | 3     | Zhang Jun / Gao Ling     |
| 2000      | Olympia            | Mixed        | 1     | Zhang Jun / Gao Ling     |
| 2000      | All England        | Mixed        | 5     | Zhang Jun / Gao Ling     |
| 2000      | Thailand Open      | Mixed        | 1     | Zhang Jun / Gao Ling     |
| 2000      | Swiss Open         | Mixed        | 2     | Zhang Jun / Gao Ling     |
| 2001      | Japan Open         | Herrendoppel | 5     | Zhang Wei / Zhang Jun    |
| 2001      | Weltmeisterschaft  | Herrendoppel | 9     | Zhang Jun / Zhang Wei    |
| 2001      | China Open         | Mixed        | 3     | Zhang Jun / Gao Ling     |
| 2001      | Weltmeisterschaft  | Mixed        | 1     | Zhang Jun / Gao Ling     |
| 2001      | China Open         | Herrendoppel | 1     | Zhang Wei / Zhang Jun    |
| 2001      | All England        | Mixed        | 1     | Zhang Jun / Gao Ling     |
| 2001      | Japan Open         | Mixed        | 3     | Zhang Jun / Gao Ling     |
| 2002      | Indonesia Open     | Herrendoppel | 5     | Zhang Wei / Zhang Jun    |
| 2002      | China Open         | Herrendoppel | 5     | Zhang Wei / Zhang Jun    |
| 2002      | Japan Open         | Herrendoppel | 3     | Zhang Wei / Zhang Jun    |
| 2002      | Asienmeisterschaft | Mixed        | 1     | Zhang Jun / Gao Ling     |
| 2002      | China Open         | Mixed        | 1     | Zhang Jun / Gao Ling     |
| 2002      | Indonesia Open     | Mixed        | 3     | Zhang Jun / Gao Ling     |
| 2002      | All England        | Mixed        | 3     | Zhang Jun / Gao Ling     |
| 2003      | Hongkong Open      | Mixed        | 2     | Zhang Jun / Gao Ling     |
| 2003      | Weltmeisterschaft  | Mixed        | 2     | Zhang Jun / Gao Ling     |
| 2003      | China Open         | Mixed        | 1     | Zhang Jun / Gao Ling     |
| 2003      | Japan Open         | Mixed        | 1     | Zhang Jun / Gao Ling     |
| 2003      | All England        | Mixed        | 1     | Zhang Jun / Gao Ling     |
| 2004      | Olympia            | Mixed        | 1     | Zhang Jun / Gao Ling     |
| 2004      | Swiss Open         | Mixed        | 2     | Zhang Jun / Gao Ling     |
| 2004      | Indonesia Open     | Mixed        | 1     | Zhang Jun / Gao Ling     |
| 2004      | Malaysia Open      | Mixed        | 1     | Zhang Jun / Gao Ling     |
| 2005      | Hongkong Open      | Mixed        | 3     | Zhang Jun / Gao Ling     |
| 2005      | Weltmeisterschaft  | Mixed        | 5     | Zhang Jun / Gao Ling     |
| 2005      | Singapur Open      | Mixed        | 1     | Zhang Jun / Gao Ling     |
| 2005      | China Masters      | Mixed        | 1     | Zhang Jun / Gao Ling     |
| 2006      | China Open         | Mixed        | 3     | Zhang Jun / Gao Ling     |
| 2006      | Hongkong Open      | Mixed        | 3     | Zhang Jun / Gao Ling     |
| 2006      | China Masters      | Mixed        | 2     | Zhang Jun / Gao Ling     |
| 2006      | All England        | Mixed        | 1     | Zhang Jun / Gao Ling     |
| 2006      | German Open        | Mixed        | 1     | Zhang Jun / Gao Ling     |
| 2006      | Malaysia Open      | Mixed        | 1     | Zhang Jun / Gao Ling     |
| 2006      | Macau Open         | Mixed        | 2     | Zhang Jun / Gao Ling     |